# Prix Paul-Viel
Prix Paul-Viel är ett travlopp för 3-åriga varmblodiga hingstar som körs på Vincennesbanan utanför Paris i Frankrike varje år. Det går av stapeln samma dag som Prix d'Amérique dvs sista söndagen i januari. Det är ett Grupp 2-lopp, det vill säga ett lopp av näst högsta internationella klass. Loppet körs över distansen 2700 meter tidigare 2175 meter. Förstapris är 67 500 euro, vilket gör loppet till ett av de större treåringsloppen i Frankrike.

## Vinnare
| År   | Häst               | Land      | Efter              | Kusk                  | Tränare                | Distans | Tid    |
| ---- | ------------------ | --------- | ------------------ | --------------------- | ---------------------- | ------- | ------ |
| 2025 | Golden Gio         | Italien   | Face Time Bourbon  | Matthieu Abrivard     | Sébastien Guarato      | 2700 m  | 1'14"4 |
| 2024 | Lovino Bello       | Frankrike | Village Mystic     | Éric Raffin           | Jocelyn Robert         | 2700 m  | 1'15'2 |
| 2023 | Elton Wise         | Italien   | Maharajah          | Alessandro Gocciadoro | Alessandro Gocciadoro  | 2700 m  | 1'14"2 |
| 2022 | Deus Zack          | Italien   | Victor Gio         | Matthieu Abrivard     | Sébastien Guarato      | 2700 m  | 1'15"0 |
| 2021 | Italiano Vero      | Frankrike | Ready Cash         | David Thomain         | Philippe Allaire       | 2175 m  | 1'13'3 |
| 2020 | Heartbreaker One   | Frankrike | Alto de Viette     | Björn Goop            | Luc Roelens            | 2175 m  | 1'14"9 |
| 2019 | Général du Parc    | Frankrike | Lejacque d'Houlbec | Alexandre Abrivard    | Frédéric Prat          | 2175 m  | 1'14"4 |
| 2018 | Fastissime         | Frankrike | Ready Cash         | Yoann Lebourgeois     | Philippe Allaire       | 2175 m  | 1'14"8 |
| 2017 | Écu Pierji         | Frankrike | Tucson             | Mathieu Mottier       | Sébastien Guarato      | 2175 m  | 1'13"1 |
| 2016 | Django Riff        | Frankrike | Ready Cash         | Yoann Lebourgeois     | Philippe Allaire       | 2175 m  | 1'13"4 |
| 2015 | Cristal Money      | Frankrike | Coktail Jet        | Franck Nivard         | Thierry Duvaldestin    | 2175 m  | 1'15"2 |
| 2014 | Black d'Avril      | Frankrike | Oceano Nox         | Franck Ouvrie         | Frédéric Prat          | 2175 m  | 1'14"  |
| 2013 | Atlas de Joudes    | Frankrike | Ready Cash         | Jos Verbeeck          | Philippe Allaire       | 2175 m  | 1'13"9 |
| 2012 | Valentin du Gite   | Frankrike | Iton du Gîte       | Bernard Piton         | Jean Lelièvre          | 2175 m  | 1'15"6 |
| 2011 | Univers Turgot     | Frankrike | Offshore Dream     | Matthieu Abrivard     | Fabrice Souloy         | 2175 m  | 1'13"7 |
| 2010 | Tucson             | Frankrike | Coktail Jet        | Jos Verbeeck          | Philippe Allaire       | 2175 m  | 1'13"5 |
| 2009 | So Lovely Girl     | Frankrike | Kaisy Dream        | Christophe Martens    | Fabrice Souloy         | 2175 m  | 1'14"5 |
| 2008 | Ready Cash         | Frankrike | Indy de Vive       | Bernard Piton         | Philippe Allaire       | 2175 m  | 1'16"9 |
| 2007 | Quick Wood         | Frankrike | Love You           | Jean-Pierre Dubois    | Jean-Pierre Dubois     | 2175 m  | 1'14"  |
| 2006 | Prince d'Espace    | Frankrike | Himo Josselyn      | Jean-Michel Bazire    | Sébastien Guarato      | 2175 m  | 1'15"8 |
| 2005 | Osiris de Corbery  | Frankrike | Joe l'Amoroso      | Michel Dréano         | Christophe Chalon      | 2175 m  | 1'15"9 |
| 2004 | Nuage Noir         | Frankrike | Cyrius Buissonay   | Thierry Duvaldestin   | Thierry Duvaldestin    | 2175 m  | 1'15"  |
| 2003 | Mon Bellouet       | Frankrike | Hello Jo           | Jean-Michel Bazire    | Fabrice Souloy         | 2175 m  | 1'17"4 |
| 2002 | L'As de Viretaute  | Frankrike | Fortuna Fant       | Michel Donio          | Michel Donio           | 2175 m  | 1'14"8 |
| 2001 | Ksar d'Algot       | Frankrike | Capriccio          | Dominik Locqueneux    | Pierre-Désiré Allaire  | 2175 m  | 1'17"7 |
| 2000 | Juliano Star       | Frankrike | Buvetier d'Aunou   | Jean-Pierre Dubois    | Jean-Pierre Dubois     | 2175 m  | 1'17"7 |
| 1999 | Ignace de Gerberoy | Frankrike | Pacha du Ponthieu  | Ulf Nordin            | Ulf Nordin             | 2175 m  | 1'17"2 |
| 1998 | Himo Josselyn      | Frankrike | Cézio Josselyn     | Jean-Michel Bazire    | L. Goncalves-Fernandes | 2175 m  | 1'18"1 |
| 1997 | Général du Pommeau | Frankrike | Sébrazac           | Jules Lepennetier     | Jules Lepennetier      | 2175 m  | 1'17"1 |
| 1996 | Fortuna Fant       | Frankrike | And Arifant        | Jean-Pierre Dubois    | Jean-Pierre Dubois     | 2175 m  | 1'18"3 |
| 1995 | Ever Jet           | Frankrike | Tarass Boulba      | Jean-Étienne Dubois   | Jean-Étienne Dubois    | 2175 m  | 1'17"8 |
| 1994 | Dahir de Prélong   | Frankrike | Fakir du Vivier    | Bertrand Lefèvre      | Bertrand Lefèvre       | 2175 m  | 1'16"7 |
| 1993 | Cézio Josselyn     | Frankrike | Armbro Goal        | Jean-Étienne Dubois   | Jean-Pierre Dubois     | 2175 m  | 1'17"9 |
| 1992 | Bridge             | Frankrike | Jorky              | Jean-Claude Hallais   | Philippe Billard       | 2175 m  | 1'17"7 |
| 1991 | Auxerrois          | Frankrike | Passionnant        | Bernard Oger          | Léopold Verroken       | 2175 m  | 1'17"  |